# Cofradía (ort i Honduras, Departamento de Cortés)
Cofradía är en ort i Honduras.   Den ligger i departementet Departamento de Cortés, i den västra delen av landet, 180 km nordväst om huvudstaden Tegucigalpa. Cofradía ligger 111 meter över havet och antalet invånare är 20 353.
Terrängen runt Cofradía är varierad. Runt Cofradía är det ganska tätbefolkat, med 104 invånare per kvadratkilometer. Närmaste större samhälle är San Pedro Sula, 17,7 km nordost om Cofradía. Omgivningarna runt Cofradía är en mosaik av jordbruksmark och naturlig växtlighet.